# Next Generation
Next Generation (también conocido como NextGen) fue una revista de videojuegos publicada por Imagine Media (ahora Future US). Estaba afiliado y compartió editorial con la revista Edge del Reino Unido. Next Generation funcionó desde enero de 1995 hasta enero de 2002. Fue publicado por Jonathan Simpson-Bint y editado por Neil West. Otros editores incluyeron a Chris Charla, Tom Russo y Blake Fischer.
Inicialmente, Next Generation cubrió las consolas de 32 bits, incluidas 3DO, Atari Jaguar y PlayStation y Sega Saturn, que aún no se habían lanzado. A diferencia de sus competidores GamePro y Electronic Gaming Monthly, la revista se dirigió a un público diferente al enfocarse en la industria misma en lugar de los juegos individuales.
La marca fue resucitada en 2005 por Future Publishing USA como un sitio web en Next-Gen.biz. Lleva casi los mismos artículos y de la misma editorial que la revista impresa, y de hecho reimprime muchos los artículos de Edge, la revista hermana con sede en el Reino Unido para Next-Gen. En julio de 2008, Next-Gen.biz se renombró como Edge-Online.com.